# Triple H
Paul Michael Levesque (ur. 27 lipca 1969 w Nashua w New Hampshire) – amerykański wrestler znany pod pseudonimem ringowym Triple H (skrót poprzedniego, Hunter Hearst Helmsley). Jest on również obecnym Chief Content Officerem i szefem WWE creative, a także założycielem i akcjonariuszem WWE NXT. Jest członkiem rodziny McMahon, do której należy główna część majątku WWE. Oprócz korporacyjnych ról, Levesque występuje regularnie w programach WWE jako autorytet i wrestler.
Levesque wziął udział w wielu konkursach kulturystycznych po ukończeniu liceum w 1987. Rozpoczął swoją karierę profesjonalnego wrestlera w International Wrestling Federation w 1992, pod pseudonimem Terra Ryzing. Dołączył do World Championship Wrestling (WCW) w 1994, gdzie został przemianowany na Jean-Paul Lévesque, arystokratę z Quebecu. W 1995, Levesque przeniósł się do World Wrestling Federation (teraźniejsze WWE), gdzie stał się Hunter Hearst Helmsleyem, zaś później, Triple H’em. W 1997, Triple H współutworzył D-Generation X, wrestlingowe ugrupowanie, które było ważnym elementem „Attitude Ery” w WWF. W 1999, po storyline'owym poślubieniu Stephanie McMahon, Triple H stał się regularnym main eventerem federacji. Przez kolejne ponad półtorej dekady, Helmsley zdobył światowe tytuły 14 razy, a także prowadził stajnie takie jak The McMahon-Helmsley Faction i Evolution. W 2003, Levesque poślubił Stephanie McMahon w prawdziwym życiu.
W 2010 stał się tzw. part-timerem i występuje w ringu okazjonalnie, częściej zajmując się swoją pozycją na zapleczu WWE.
W ciągu kariery stał się mistrzem 25 razy; w tym dziewięciokrotnie zdobył WWF Championship/WWE Championship/WWE World Heavyweight Championship i pięciokrotnie World Heavyweight Championship. Zwyciężył w turnieju King of the Ring 1997, Royal Rumble z lat 2002 i 2016, a także brał udział w walkach wieczoru siedmiu WrestleManii.
Poza wrestlingiem, Levesque pojawił się wielokrotnie w filmach i telewizji. Zagrał główną postać w produkcji filmowej WWE Studios The Chaperone.

## Wczesne życie
Levesque urodził się w Nashua, New Hampshire jako syn Patricii Levesque i Paula Levesque Sr.. Miał 5 lat, gdy po raz pierwszy obejrzał walkę wrestlerską; brał w niej udział Chief Jay Strongbow. Wychowywał się z siostrą Lynn. Uczęszczał do Nashua South High School, gdzie grał w baseball i koszykówkę. W wieku 14 lat, Levesque zaczął interesować się kulturystyką, ponieważ chciał wyglądać jak inni profesjonalni wrestlerzy. Po ukończeniu liceum w 1987, Levesque brał udział w wielu konkursach kulturystycznych. W 1988 został ukoronowany mianem Teen Mr. New Hampshire. Pracując jako kierownik siłowni w Nashua, został przedstawiony mistrzowi świata trójboista siłowy Tedowi Arcidiemu, który był wówczas zatrudniony przez WWE. Po wielu próbach Levesque przekonał Arcidiego, by przedstawił go byłemu zapaśnikowi, Władysławowi Kowalskiemu, który prowadził profesjonalną szkołę zapaśniczą w Malden w stanie Massachusetts.

## Kariera profesjonalnego wrestlera

### Wczesna kariera (1992–1994)
Levesque był trenowany przez Killera Kowalskiego w jego szkółce wrestlingu w Malden, Massachusetts. Jego kolegami z klasy byli między innymi przyszli wrestlerzy WWF – Chyna i Perry Saturn. Zadebiutował 24 marca 1992 w promocji Kowalskiego, International Wrestling Federation, pod pseudonimem ringowym „Terra Ryzing”. W lipcu 1992 zdobył IWF Heavyweight Championship.
Levesque występował w różnych federacjach niezależnych na Wschodnim Wybrzeżu do 1994. Przez ten czas, jego menadżerem był John Rodeo.

### World Championship Wrestling (1994–1995)
Na początku 1994, Levesque podpisał roczny kontrakt z World Championship Wrestling (WCW). Zadebiutował jako heel pod pseudonimem Terra Ryzing, w pierwszej walce pokonał Keitha Cole’a. Jego pseudonim ringowy został później zmieniony na Jean-Paul Lévesque. Jego gimmick nawiązywał do francuskich korzeni Levesque’a; podczas odgrywania postaci używał francuskiego akcentu, gdyż nie potrafił mówić po francusku. W tym czasie zaczął używać finishera Pedigree.
Levesque krótko rywalizował z Alexem Wrightem. Przegrał z Wrightem na gali Starrcade 1994. Utworzył tag team z Lordem Stevenem Regalem, którego gimmick brytyjskiego snoba był podobny do wizerunku Levesque’a. Levesque opuścił federację na rzecz World Wrestling Federation (WWF) w styczniu 1995.

### World Wrestling Federation/Entertainment/WWE

#### The Connecticut Blueblood (1995–1997)

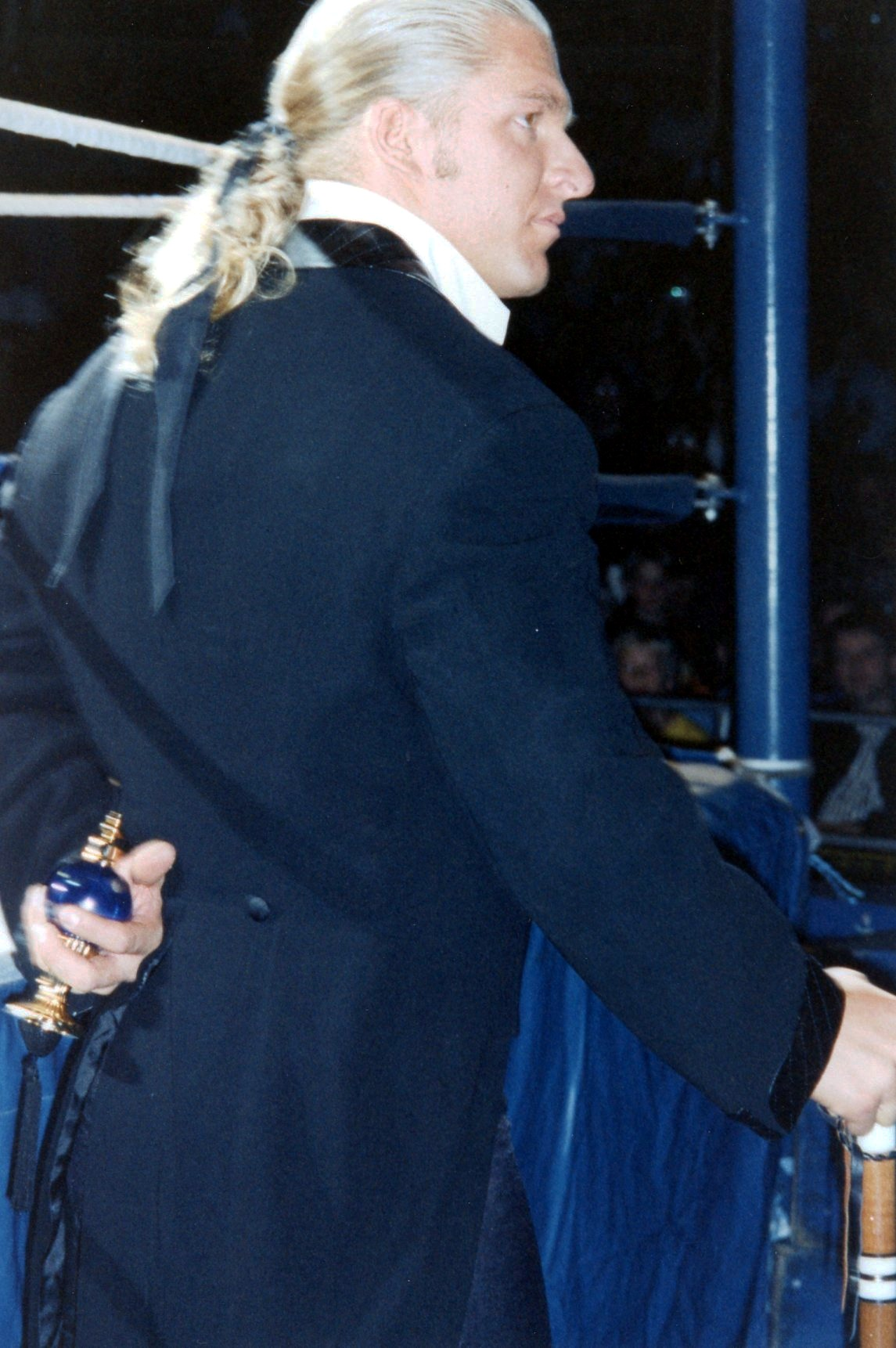
Helmsley noszący żakiet i tradycyjne perfumy dla uwydatnienia wizerunku snoba

Levesque zaczął swoją karierę w WWF jako Hunter Hearst Helmsley – „Szlachcic z Connecticut” (ang. Connecticut Blueblood). Kilka miesięcy później zaczął się pojawiać w winietach, w których mówił o prawidłowym wykorzystaniu dobrych manier. Zadebiutował 30 kwietnia 1995 na odcinku WWF Wrestling Challenge. Jego debiut pay-per-view odbył się na SummerSlam; pokonał Boba Holly’ego. Pod koniec 1995, Levesque zaczął feud z farmerem Henrym O. Godwinnem. Ich ostatnią walką był niesławny „Hog Pen match” na In Your House 5: Seasons Beatings, z którego Levesque wyszedł zwycięsko.
Pomimo bycia mocno promowanym przez pierwsze miesiące po debiucie, w 1996 kariera Levesque’a utknęła w martwym punkcie. Zaczął feud z Droesem i przegrał z nim na Royal Rumble 1996. Krótko po Royal Rumble, Helmsley zaczął pojawiać się w ringu z różnymi menadżerkami. Na WrestleManii XII przegrał z The Ultimate Warriorem i rozładował złość na swojej menadżerce Sable. Debiutujący Marc Mero uratował Sable z rąk Helmsleya, co rozpoczęło rywalizację pomiędzy dwójką wrestlerów.
Levesque był członkiem The Kliq – ugrupowania wrestlerów, które znane było z wpływania na decyzje Vince’a McMahona i bookerów WWF. Helmsley miał wygrać turniej King of the Ring 1996, lecz ostatecznie decyzję zmieniono, głównie z powodu incydentu w Madison Square Garden. Nash i Hall opuszczali federację na rzecz WCW; po ich ostatniej walce do ringu wkroczyło całe The Kliq by pożegnać wrestlerów, łamiąc przy tym kayfabe. Jedynie Levesque został ukarany.
21 października 1996, Helmsley zdobył WWF Intercontinental Championship, pokonując Marca Mero. 13 lutego 1997 stracił pas na rzecz Rocky’ego Maivii. Po utracie tytułu Interkontynentalnego, rozpoczął nowy feud z Goldustem i pokonał go na WrestleManii 13. Podczas trwania tej rywalizacji zadebiutowała Chyna, nowa ochroniarka Helmsleya.

#### D-Generation X (1997–1999)

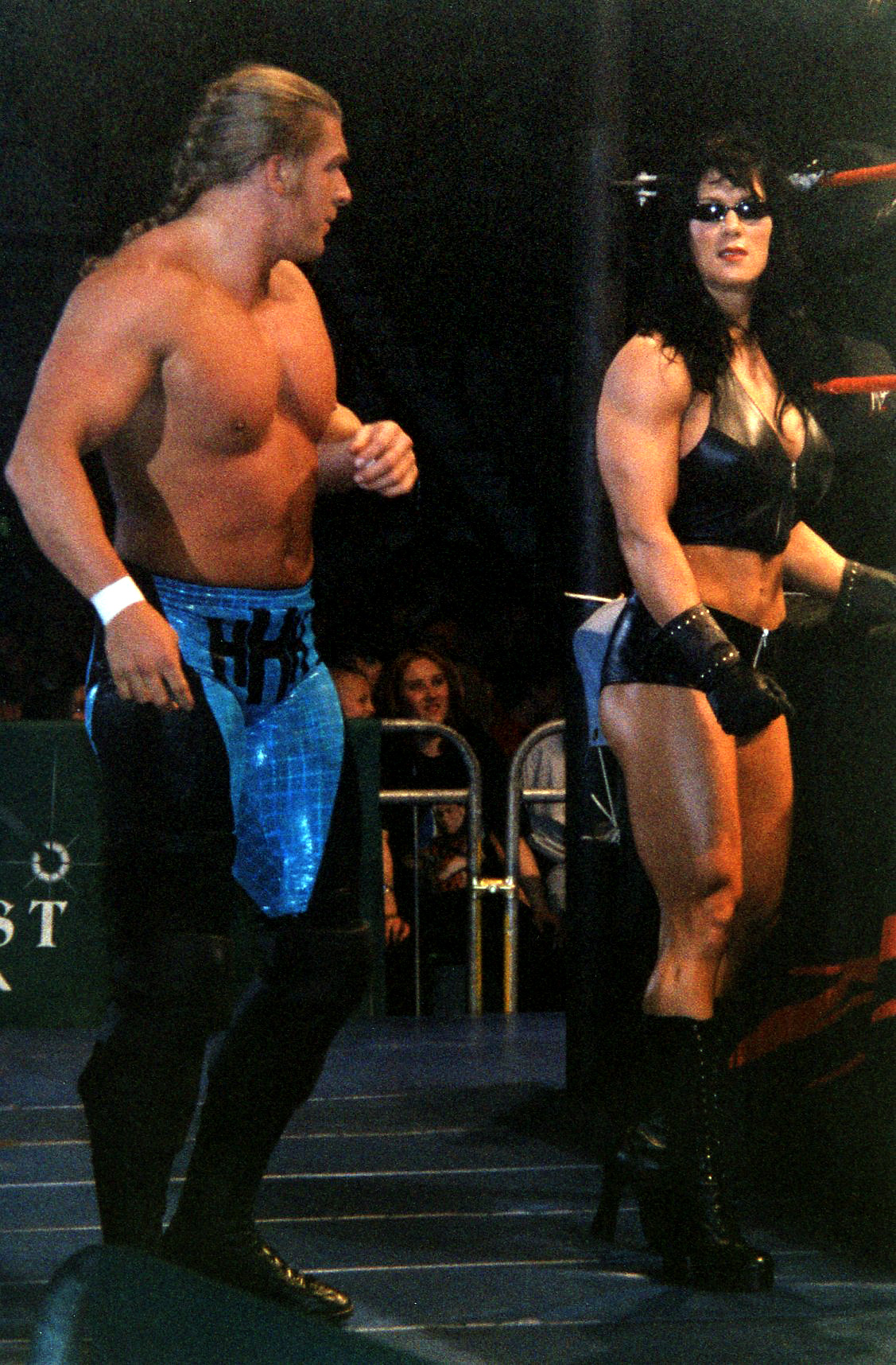
Triple H i Chyna w kwietniu 1999

Helmsley wygrał turniej King of the Ring 1997, pokonując Mankinda w finale. Później tego roku, Shawn Michaels, Helmsley, Chyna i Rick Rude uformowali D-Generation X (DX). Stajnia była znana z przekraczania standardów w WWF; Michaels i Helsmley wygłaszali kontrowersyjne proma, używając catchphrase'a „Suck It” i gestów seksualnych (m.in. crotch chop, czyli skrzyżowanie rąk koło krocza w literę „X”). Helsmley całkowicie porzucił gimmick „Connecticut Blueblooda”, zaczął pojawiać się w t-shirtach i skórzanych kurtkach. W międzyczasie, jego pseudonim ringowy został skrócony do prostego Triple H (był to skrót od wcześniejszego pseudonimu). 11 grudnia 1997 zdobył European Championship. Po zakończeniu rywalizacji pomiędzy DX i Hart Foundation, Helmsley kontynuował feud z Owenem Hartem. Ich rywalizacja została zakończona wygraną przez Triple H’a walką na WrestleManii XIV.
Po WrestleManii, Michaels został zmuszony do zaprzestania wystąpień w ringu – dwa miesiące wcześniej doznał poważnej kontuzji pleców. Triple H przejął pozycję lidera w DX i połączył siły z X-Pacem oraz New Age Outlaws. D-Generation X zyskało popularność wśród fanów, przez co stajnia przeszła face turn. W międzyczasie, Levesque zaadaptował nową wejściówkę, w której pytał publikę „Are you ready? I said, are you ready?” (pol. „Jesteście gotowi? Powiedziałem, jesteście gotowi?”) i parodiował konferansjera WCW Michaela Buffera, przekształcając słynne „Let's get ready to rumble” na „Let's get ready to suck it”.
Helmsley zaczął rywalizować o Intercontinental Championship z liderem Nation of Domination – The Rockiem. Triple H odebrał Rockowi mistrzostwo w Ladder matchu na SummerSlam w 1998. Niedługo później odniósł kontuzję kolana. Rywalizacja pomiędzy Triple H’em a Rockiem była kontynuowana, kiedy DX walczyło ze stajnią The Corporation. 25 stycznia 1999, Triple H zawalczył z The Rockiem o WWF Championship w „I Quit” matchu. Wypowiedział słowa „I quit”, kiedy Kane miał wymierzyć jego przyjaciółce Chynie Chokeslam. Triple H poddał walkę, by ratować wrestlerkę.
Na WrestleManii XV, Triple H przegrał z Kanem po tym jak w walkę zainterweniowała Chyna, powracając do DX. Tej samej nocy, Triple H i Chyna zdradzili członka DX, X-Paca, pomagając Shane’owi McMahonowi obronić European Championship. Triple H i Chyna dołączyli razem do The Corporation, stając się heelami. Po wielu nieudanych próbach zdobycia WWF Championship, Triple H zawalczył z Mankindem i Stone Cold Steve’em Austinem w Triple Threat matchu na SummerSlam; walkę wygrał Mankind. Następnej nocy na Raw, Triple H pokonał Mankinda, zdobywając WWF Championship po raz pierwszy.
16 września 1999 na SmackDown!, Triple H stracił tytuł na rzecz Vince’a McMahona. Tytuł mistrzowski odzyskał na gali Unforgiven, w Six-Pack Challenge'u. Pokonał Stone Colda Steve’a Austina na No Mercy, po czym stracił tytuł w walce z Big Showem na Survivor Series. Triple H kontynuował feud z Vince’em; poślubił jego córkę, Stephanie McMahon. Na gali Armageddon pokonał McMahona w No Holds Barred matchu. Stephanie później przeszła na stronę Triple H’a; razem zaczęli zarządzać WWF.

#### McMahon–Helmsley Era (2000–2001)
W styczniu 2000, Triple H zaczął nazywać samego siebie „The Game”, zaś od Jima Rossa otrzymał przydomek „The Cerebral Assassin”. Początkowo to Owen Hart miał dostać przydomek „The Game”. 3 stycznia 2000 na Raw is War, Triple H pokonał Big Showa zdobywając WWF Championship po raz trzeci.
Na początku 2000 roku rywalizował z Mickiem Foleyem. Zawalczyli ze sobą na Royal Rumble w Street Fight matchu o WWF Championship, z którego Triple H wyszedł zwycięsko po wykonaniu dwóch Pedigree na rywalu. Rywalizacja zakończyła się na No Way Out w Hell in a Cell matchu; Triple H ponownie obronił tytuł, a Foley zmuszony był odejść z federacji. Triple H obronił pas na WrestleManii 2000 w walce z The Rockiem, lecz miesiąc później stracił mistrzostwo na rzecz Rocka. Na Judgment Day odzyskał tytuł, tym razem w godzinnym Iron Man matchu, po czym ponownie go stracił na rzecz Rocka na King of the Ring.
Krótko rywalizował z Chrisem Jericho, a następnie rozpoczął feud z Kurtem Anglem. W rywalizację pomiędzy Triple H’em a Anglem zamieszana była także Stephanie McMahon; razem tworzyli trójkąt miłosny. Na SummerSlam, The Rock pokonał Triple H’a i Angle’a w Triple Threat matchu, broniąc pasa WWF Championship. Feud Triple H’a z Anglem zakończył się wygraną przez Triple H’a walką na Unforgiven.
Triple H rozpoczął rywalizację ze Steve’em Austinem, gdy okazało się, że Triple H zapłacił Rikishi'emu za przejechanie Austina autem na gali Survivor Series w 1999. Triple H i Austin zawalczyli na Survivor Series; Triple H ponownie próbował przejechać Austina, lecz nie udało mu się tego dokonać – Austin wsiadł do wózka widłowego, podniósł auto Triple H’a i zrzucił je z wysokości 3 metrów. Feud został zakończony Three Stages of Hell matchem na gali No Way Out 2001, w którym Helmsley pokonał Austina. W 2001 rywalizował też z The Undertakerem; Undertaker pokonał go na WrestleManii X-Seven. Noc po WrestleManii, Triple H pomógł Austinowi wygrać Steel Cage match z The Rockiem. Triple H i Austin utworzyli tag-team The Two-Man Power Trip. 5 kwietnia Triple H zdobył Intercontinental Championship po raz trzeci. Niedługo później stracił mistrzostwo, lecz odzyskał je w walce z Jeffem Hardym. Na gali Blacklash Triple H i Austin pokonali Kane’a i The Undertakera, zdobywając WWF Tag Team Championship.
21 maja 2001, Triple H zerwał mięsień czworogłowy uda (lewego) podczas obrony Tag Team Championship przeciwko Chrisowi Jericho i Chrisowi Benoit. Dokończył walkę, pomimo niezdolności utrzymania ciężaru na kontuzjowanej nodze. Kontuzja wymagała operacji, a rygorystyczna rehabilitacja wymusiła na Triple H’u przerwę od wystąpień w ringu na ponad osiem miesięcy.

#### Evolution (2002–2005)

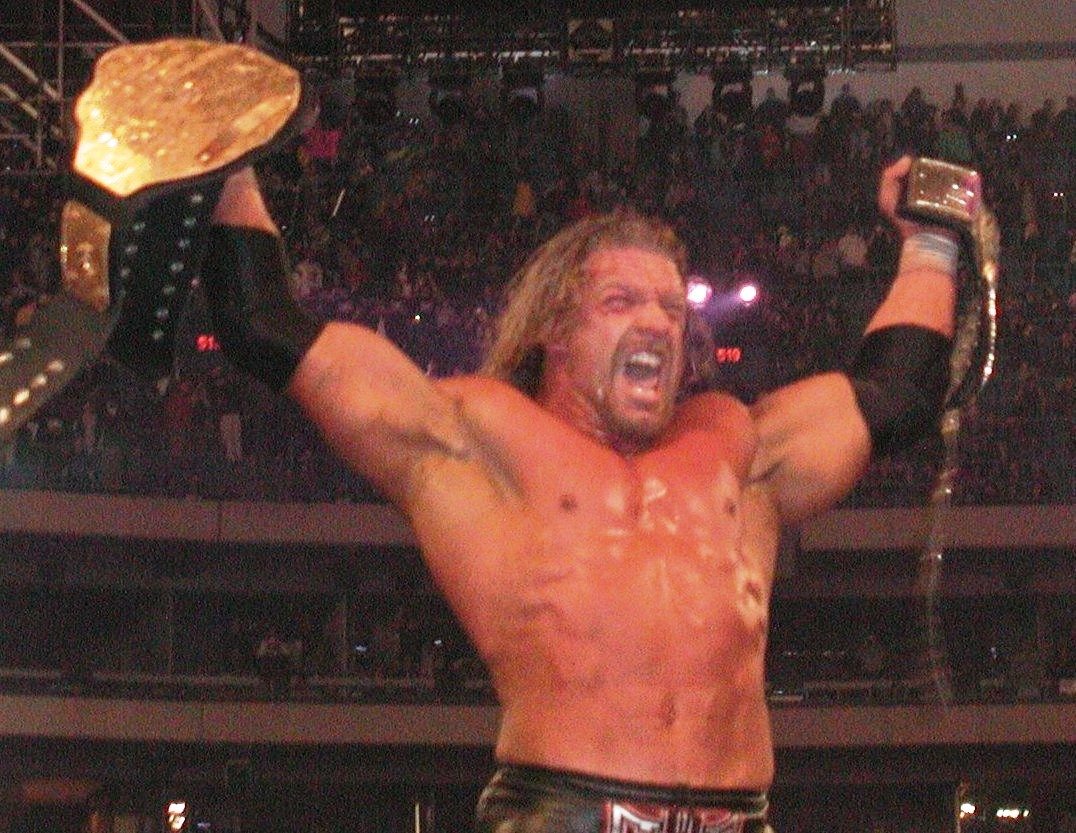
Triple H po zdobyciu Undisputed WWF Championship na WrestleManii X8

7 stycznia 2002 Triple H powrócił na Raw jako face. Kilka tygodni później wygrał Royal Rumble match i otrzymał szansę na walkę o Undisputed WWF Championship na WrestleManii X8. Na WrestleManii, Triple H pokonał Chrisa Jericho w walce o mistrzostwo. Stracił pas na gali Backlash, na rzecz Hulka Hogana. Po rozdzieleniu rosteru WWE na dwa brandy, został przedraftowany do SmackDown!. Kontynuował feud z Jericho; na gali Judgment Day wygrał z nim w Hell in a Cell matchu. Na King of the Ring zawalczył o Undisputed WWF Championship przeciwko The Undertakerowi, lecz nie zdołał odzyskać tytułu.
McMahon-Helmsley Faction było powoli wycofywane z telewizji, głównie ze względu na face turn Triple H’a. Stephanie McMahon i Triple H przechodzili kryzys w związku; Stephanie sfałszowała ciążę, aby Helmsley wrócił do niej. Ten jednak dowiedział się, że ciąża była kłamstwem i rzucił Stephanie na Raw, tuż przed odnowieniem przysięgi małżeńskiej. Stephanie stała się menadżerką Jericho, lecz wkrótce później musiała opuścić WWF. Storyline został zakończony podpisaniem papierów rozwodowych przez Triple H’a i Stephanie na gali Vengeance.
W międzyczasie, Shawn Michaels powrócił do WWE i dołączył do New World Order (nWo). Michaels i Kevin Nash próbowali namówić Triple H’a do przejścia na Raw i dołączenia do grupy. Ostatecznie, grupa została rozwiązana, a Triple H został sprowadzony do Raw przez Erica Bischoffa. Triple H i Michaels mieli ponownie połączyć się w D-Generation X, lecz Triple H odwrócił się od Michaelsa, przechodząc heel turn. Michaels wygrał „Unsanctioned Street Fight” z Triple H’em na gali SummerSlam.
Po SummerSlam, Undisputed Champion Brock Lesnar przeszedł do brandu SmackDown, pozostawiając Raw bez żadnego mistrzostwa. Generalny Menadżer Raw Eric Bischoff wprowadził World Heavyweight Championship i podarował pas Triple H’owi. Triple H obronił tytuł w walce z Robem Van Damem na Unforgiven. W październiku rozpoczął niesławny feud z mistrzem interkontynentalnym – Kanem. Storyline z Katie Vick został bardzo źle przyjęty przez fanów i porzucony tuż przed walką na No Mercy. Na gali, Triple H pokonał Kane’a i zunifikował tytuły. Triple H stracił World Heavyweight Championship na rzecz Shawna Michaelsa w pierwszym Elimination Chamber matchu na Survivor Series. Odzyskał tytuł na gali Armageddon, pokonując Michaelsa w Three Stages of Hell matchu.

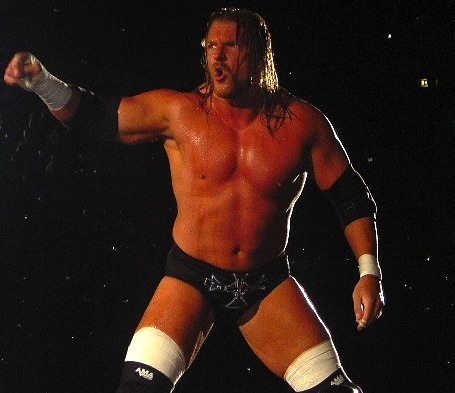
Triple H w kwietniu 2005

Na przełomie 2002 i 2003 roku, Triple H uformował grupę Evolution wraz z Rikiem Flairem, Randym Ortonem i Batistą. Triple H i Ric Flair przegrali walkę o World Tag Team Championship z Kanem i Robem Van Damem. Grupa dominowała na Raw; w grudniu 2003 każdy z członków Evolution posiadał pas mistrzowski. Triple H bronił World Heavyweight Championship przez większość 2003, m.in. w walce z Bookerem T na WrestleManii XIX. We wrześniu stracił tytuł na rzecz Billa Goldberga. Odzyskał pas mistrzowski w Triple Threat matchu przeciwko Goldbergowi i Kane’owi na gali Armageddon. Na Royal Rumble 2004 obronił tytuł w Last Man Standing matchu przeciwko Shawnowi Michaelsowi; walka zakończyła się remisem, przez co pas nie zmienił właściciela. Stracił tytuł na rzecz Chrisa Benoit na WrestleManii XX.
Triple H zakończył feud z Michaelsem, pokonując go w najdłuższym w historii Hell in a Cell matchu na Bad Blood. Po kolejnej nieudanej próbie odzyskania mistrzostwa na Vengeance, skupił się na Eugene'ie, pokonał go na gali SummerSlam. Na Unforgiven, Triple H zdobył World Heavyweight Championship w walce z byłym członkiem Evolution – Randym Ortonem. Mistrzostwo zostało zwakowane po wygranym przez Triple H’a Triple Threat matchu z Chrisem Benoit i Edge’em. Na New Year’s Revolution, Triple H wygrał Elimination Chamber match i stał się mistrzem świata po raz dziesiąty. Na WrestleManii 21, Triple H stracił World Heavyweight Championship na rzecz Batisty, po czym przegrał dwie walki rewanżowe: na Backlash i Vengeance. Po Vengeance, Triple H wziął przerwę od występów w WWE z powodu problemów z karkiem.
Po trzech miesiącach przerwy Triple H powrócił na Raw i wraz z byłym członkiem Evolution Rikiem Flairem pokonali Chrisa Mastersa i Carlito. Po walce odwrócił się od Flaira, uderzając go młotem i rozpoczynając z nim rywalizację. Flair pokonał Triple H’a w Steel Cage matchu o Intercontinental Championship na gali Taboo Tuesday. Rywalizacja zakończyła się wygranym przez Triple H’a Last Man Standing matchu na Survivor Series 2005.

#### Zjednoczenie D-Generation X (2006–2007)
We wczesnym 2006, Triple H wygrał turniej Road to WrestleMania Tournament, dzięki czemu mógł zawalczyć z Johnem Ceną o WWE Championship na WrestleManii 22. Walka stała się main eventem WrestleManii; Triple H przegrał starcie. Na Backlash, zawalczył o mistrzostwo z Edgem i Ceną w Triple Threat matchu, lecz ponownie przegrał. Po walce zaatakował rywali młotkiem i wykonał kilka crotch chopów (gestów używanych niegdyś przez DX). Triple H zmierzył się z Ceną jeszcze kilka razy; przegrał wszystkie starcia, za co obwinił Vince’a McMahona. Doprowadziło to do rozpoczęcia rywalizacji między Triple H’em a Shane’em i Vince’em McMahonami.

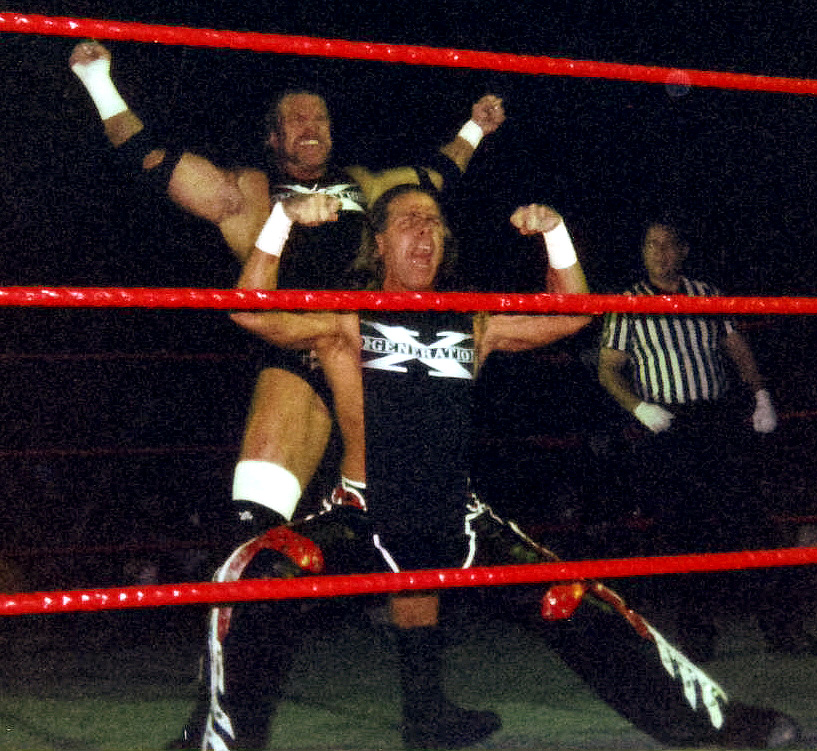
Triple H i Shawn Michaels wykonujący swoje znane pozy z D-Generation X

Shawn Michaels powrócił na Raw 12 czerwca i wraz z Triple H’em odnowili D-Generation X. DX pokonało Spirit Squad na gali Vengeance w 5-on-2 Handicap matchu. Na SummerSlam pokonali Vince’a i Shane’a, pomimo interwencji innych wrestlerów pracujących dla Vince’a. Na Unforgiven, D-Generation X pokonało McMahonów i ECW World Championa Big Showa w 3-on-2 Handicap Hell in a Cell matchu.
DX rozpoczęło rywalizację z Rated-RKO (Edge i Randy Orton). Na gali Cyber Sunday, sędzia specjalny starcia między Rated-RKO a DX – Eric Bischoff – pozwolił Rated-RKO użyć broni, przez co DX przegrało walkę. Na Survivor Series, drużyna DX pokonała drużynę Edge’a i Ortona w 5-on-5 Traditional Survivor Series Elimination matchu. W styczniu 2007, na gali New Year’s Revolution, Triple H ponownie zerwał mięsień czworogłowy (tym razem było to prawe udo), przez co walka DX z Rated-RKO zakończyła się no-contestem.

#### WWE Champion (2007–2009)
Triple H powrócił na SummerSlam 2007 i pokonał Kinga Bookera. Dwa miesiące później na No Mercy, Triple H wygrał walkę z Randym Ortonem, zostając sześciokrotnym WWE Championem. Tej samej nocy obronił tytuł w zarządzonej przez Vince’a McMahona walce z Umagą. Po udanej obronie, McMahon zdecydował przyznać Ortonowi rewanż jeszcze tej samej nocy. Triple H stracił tytuł w Last Man Standing matchu z Ortonem. Panowanie Triple H’a na No Mercy było siódmym najkrótszym w historii WWE – trwało ono niecałą galę. Po wygraniu Raw Elimination Chamber matchu na gali No Way Out, Triple H ponownie stał się pretendentem do WWE Championship. Na WrestleManii XXIV zmierzył się z Randym Ortonem i Johnem Ceną w Triple Threat matchu o mistrzostwo; stracie wygrał Orton. Miesiąc później na Backlash, Triple H wygrał tytuł w Fatal Four-Way Elimination matchu przeciwko Ortonowi, Cenie i Johnowi „Bradshaw” Layfieldowi. Triple H dwukrotnie obronił pas w walkach przeciwko Ortonowi: na Judgment Day, w Steel Cage matchu, oraz na One Night Stand w Last Man Standing matchu.

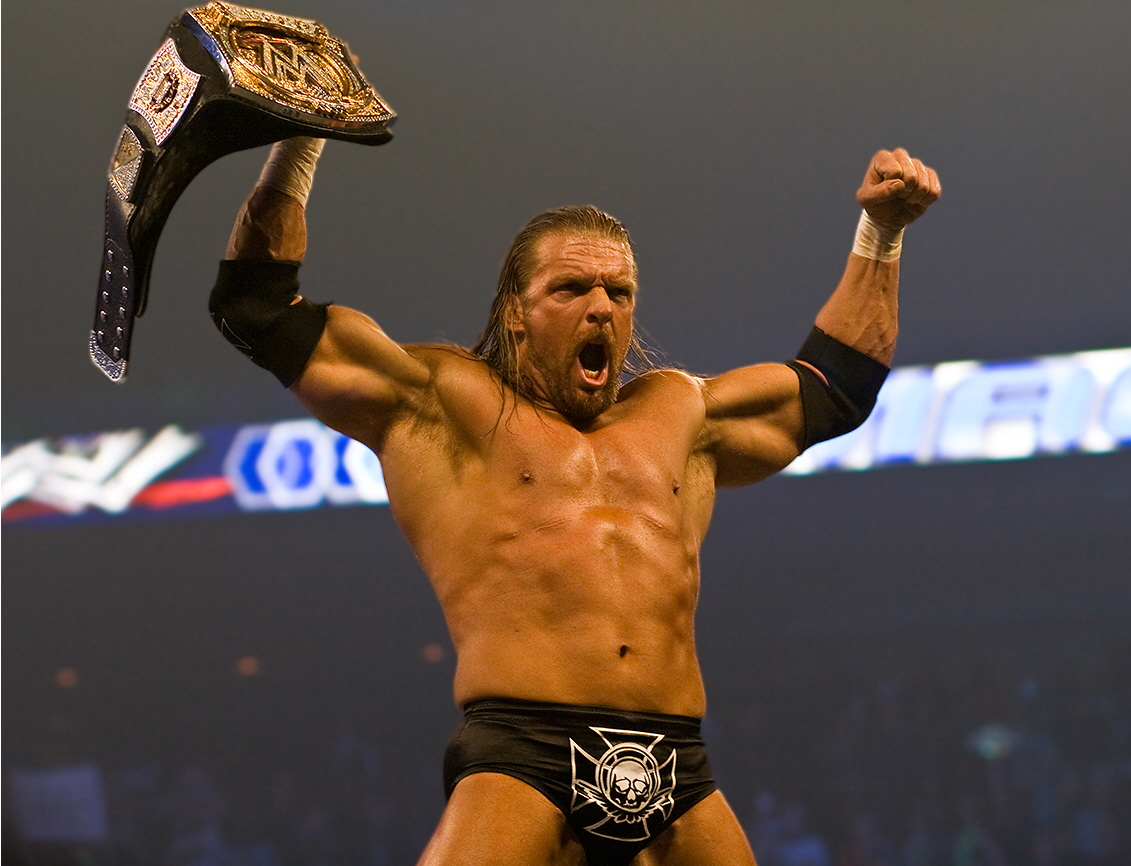
Triple H jako WWE Champion w listopadzie 2008

23 czerwca 2008 Triple H został przeniesiony do brandu SmackDown. Przez całe lato skutecznie bronił mistrzostwa m.in. w walkach przeciwko The Great KhAlemu na SummerSlam, oraz w Championship Scramble matchu na gali Unforgiven. Tuż po Unforgiven rozpoczął rywalizację o pas z Jeffem Hardym.
Na Survivor Series, Triple H miał bronić mistrzostwa przeciwko Vladimirowi Kozlovowi i Hardy’emu. Hardy został zaatakowany przed walką, a jego miejsce w Triple Threat matchu zajął Edge. Jeff Hardy zainterweniował i przypadkowo uderzył Triple H’a stalowym krzesełkiem, przez co ten przegrał walkę i pas mistrzowski. Triple H wziął udział w Royal Rumble matchu na gali Royal Rumble 2009; został wyeliminowany jako ostatni. W lutym, na No Way Out, zdobył WWE Championship w SmackDown Elimination Chamber matchu.
16 lutego 2009 na Raw, Triple H przyszedł na pomoc Stephanie i Shane’owi McMahonom, kiedy ci zostali zaatakowani przez Randy’ego Ortona. Podczas wywiadu z Jimem Rossem, Triple H złamał kayfabe, wyjawiając, że Vince McMahon jest jego teściem, Shane szwagrem, zaś Stephanie jego żoną. Skonfrontował się z Ortonem i próbował go zaatakować, lecz przeszkodziło mu The Legacy (Ted DiBiase Jr. i Cody Rhodes). Na WrestleManii XXV, Triple H obronił WWE Championship w walce z Ortonem. Triple H, Shane McMahon i Batista zawalczyli z Ortonem i Legacy w Six-Man Tag Team matchu o WWE Championship na Backlash; Orton przypiął Triple H’a, przez co stał się nowym mistrzem. Triple H przegrał Three Stages of Hell match o tytuł z Ortonem na The Bash. Nie zdołał też zdobyć tytułu na Night of Champions.

#### Ostatni powrót DX (2009–2010)

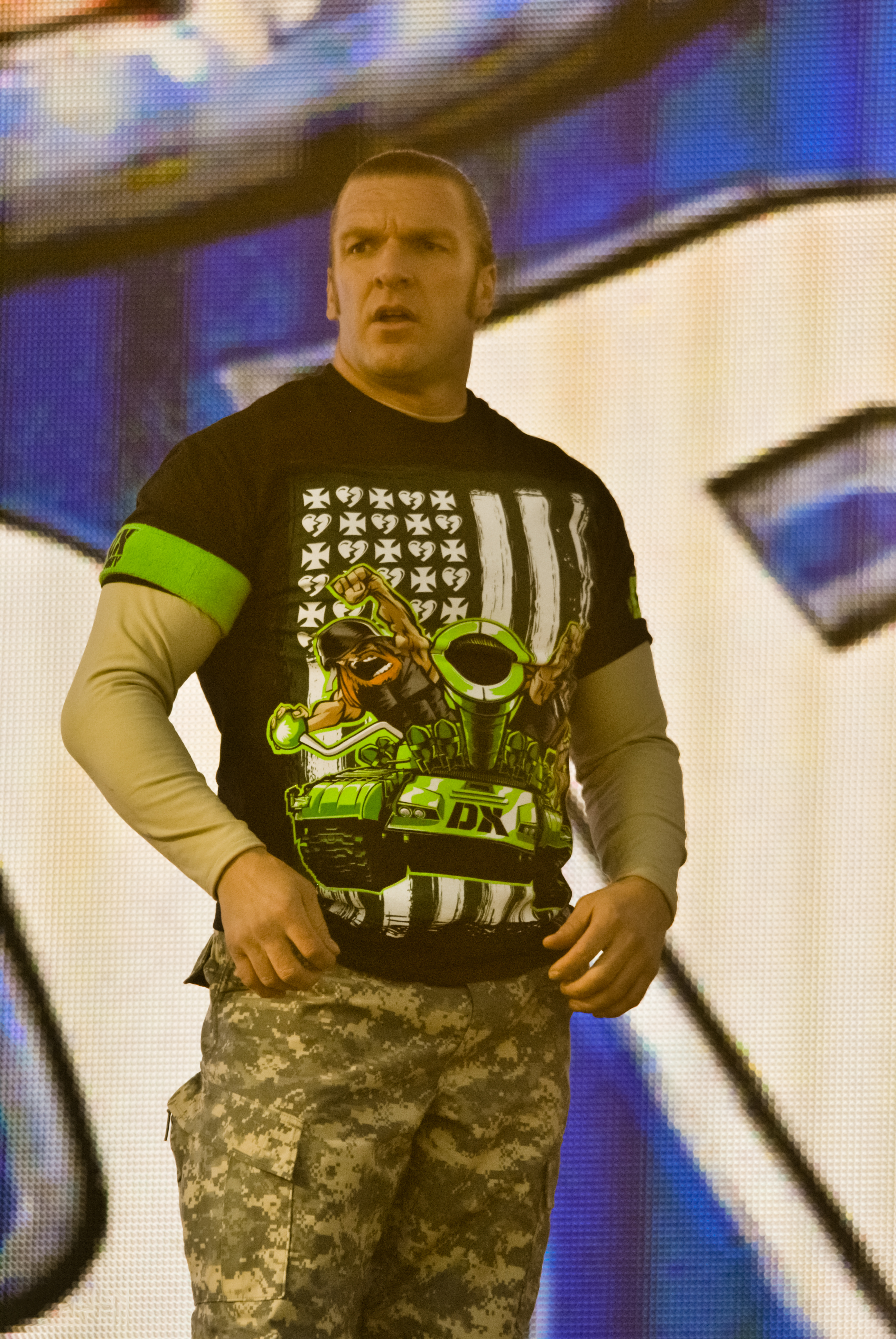
Triple H na Tribute to the Troops w grudniu 2010

10 sierpnia 2009 Triple H namówił Shawna Michaelsa do powrotu do WWE. Tydzień później na Raw, Michaels i Triple H oficjalnie przywrócili DX; podczas wygłaszania proma w ringu zostali zaatakowani przez The Legacy. Na SummerSlam zdołali pokonać Legacy, lecz na Breaking Point przegrali z nimi w pierwszym Submissions Count Anywhere matchu w historii WWE. Na Hell in a Cell, DX pokonało Legacy w Hell in a Cell matchu, kończąc rywalizację. Na Survivor Series, DX wyzwało Johna Cenę do walki o WWE Championship w Triple Threat matchu; Cena zdołał obronić tytuł. 13 grudnia na TLC: Tables, Ladders & Chairs, DX pokonało Chrisa Jericho i Big Showa w Tables, Ladders and Chairs matchu, zdobywając Unified WWE Tag Team Championship.
W grudniu do DX dołączył Hornswoggle – stał się on maskotką drużyny. 8 lutego 2010 na Raw, DX straciło Unified Tag Team Championship na rzecz ShoMiz (The Miza i Big Showa). 1 marca na Raw, DX przegrało w rewanżu o tytuły; była to ostatnia wspólna walka Michaelsa i Triple H’a – po WrestleManii XXVI Michaels zakończył karierę.
21 lutego, Triple H wyeliminował WWE Championa Sheamusa z Elimination Chamber matchu, lecz sam nie zdołał zdobyć tytułu. Sheamus zaatakował go kilka tygodni później. Na WrestleManii XXVI Triple H pokonał Sheamusa, lecz przegrał z nim w walce rewanżowej na Extreme Rules.

#### Chief Operating Officer (2011–2013)
Triple H powrócił 21 lutego 2011 na Raw, przerywając wejście również powracającego The Undertakera. Wyzwał go na No Holds Barred match na WrestleManii XXVII. Tydzień później wykonał Sheamusowi Pedigree na stołku komentatorskim w ramach zemsty za 10-miesięczną przerwę. Na WrestleManii przegrał walkę z Undertakerem.
18 lipca 2011 na Raw, Triple H powrócił w imieniu Rady Zarządu WWE, by odciążyć Vince’a McMahona od jego obowiązków. Ogłosił, że został dyrektorem operacyjnym (ang. Chief Operating Officer (COO)) WWE, ponieważ McMahon nie mógł poradzić sobie z CM Punkiem (Punk zdobył WWE Championship, a następnie odszedł z federacji, zabierając mistrzostwo ze sobą). Pomimo iż John Cena zdobył tytuł na Raw, Triple H podpisał kontrakt z CM Punkiem i ogłosił walkę Champion vs. Champion na SummerSlam pomiędzy Punkiem i Ceną, a sędzią specjalnym miał być on sam. Triple H odliczył przypięcie na rzecz Punka, lecz tuż po walce Punk został zaatakowany przez przyjaciela Triple H’a – Kevina Nasha. Triple H „zwolnił” Nasha za niesubordynację i ustalił No Disqualification match pomiędzy nim samym a CM Punkiem na Night of Champions; na szali pojedynku postawił posadę COO federacji. Na gali zdołał pokonać rywala, pomimo interwencji Johna Laurinaitisa, Nasha, The Miza i R-Trutha. Po tym, jak wrestlerzy WWE dali Triple H’owi wotum nieufności, na Raw powrócił Mr. McMahon. McMahon pozostawił Triple H’a przy funkcji COO i wyznaczył Laurinaitisa jako nowego Generalnego Menadżera Raw. Laurinaitis wyznaczył walkę pomiędzy Mizem i R-Truthem a Triple H’em i Punkiem na Vengeance. Podczas walki na gali, Nash zaatakował Triple H’a, przez co ten musiał zostać przewieziony do szpitala. Na gali TLC: Tables, Ladders, and Chairs, pokonał Nasha w Sledgehammer Ladder matchu.

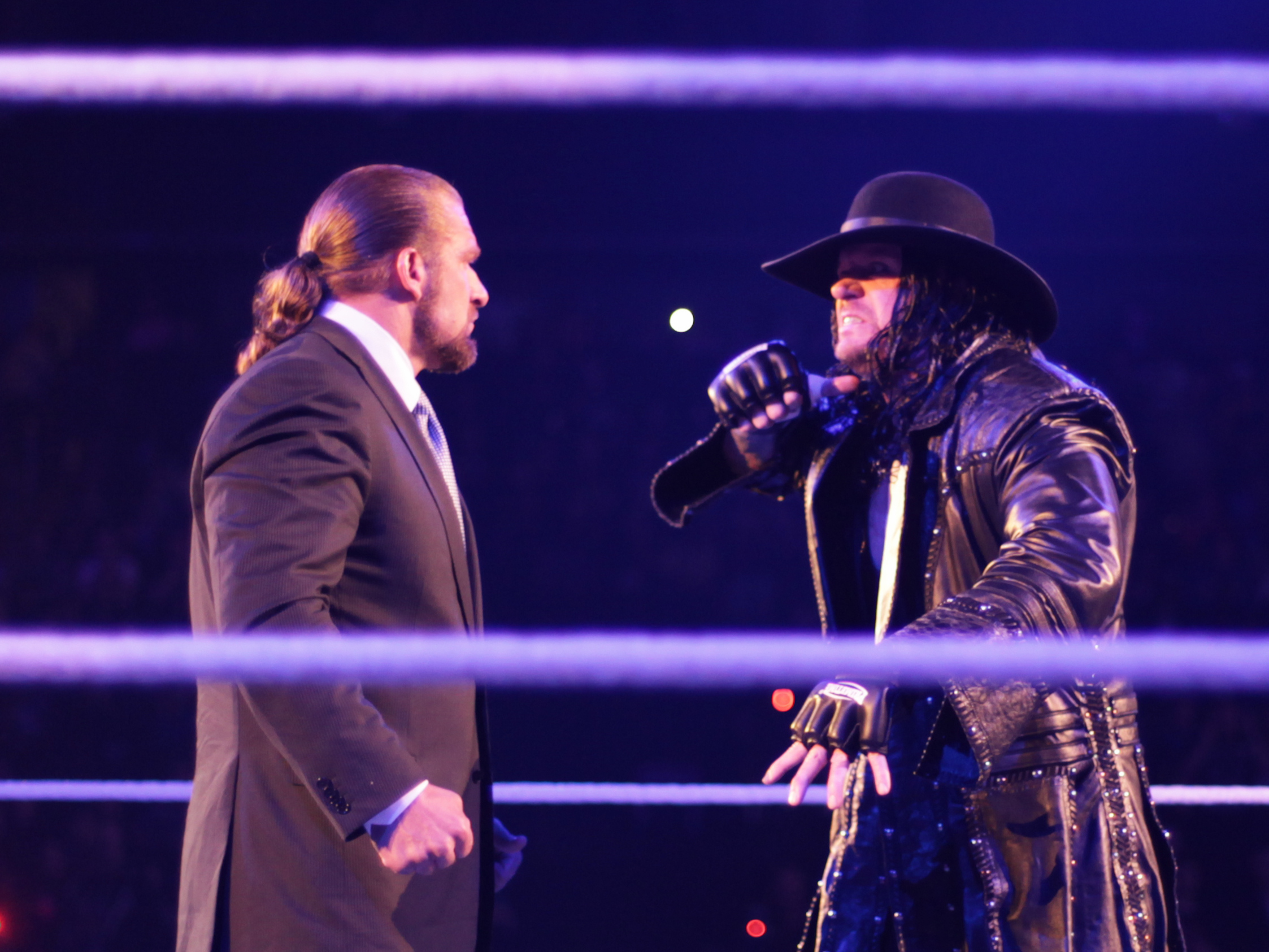
Triple H stojący w ringu z The Undertakerem przed ich drugą walką na WrestleManii XXVII

Triple H powrócił 30 stycznia na Raw, aby ocenić dotychczasową pracę Laurinaitisa. Tuż przed podjęciem decyzji, Triple H’owi przerwał powracający Undertaker. Choć początkowo nie godził się na rewanż, Triple H przyjął wyzwanie Undertakera. Na WrestleManii XXVIII zmierzyli się w Hell in a Cell matchu; Triple H przegrał walkę, pomimo pomocy ze strony sędziego specjalnego pojedynku – Shawna Michaelsa.
Triple H powrócił 30 kwietnia na Raw i został zaatakowany przez Brocka Lesnara; Lesnar założył na nim Kimurę i złamał mu rękę. Na No Way Out w czerwcu, Triple H wyzwał Lesnara na walkę na gali SummerSlam, jednak wyzwanie zostało odrzucone przez Paula Heymana noc później na Raw. Na Raw 1000, Stephanie McMahon udało się sprowokować Heymana by przyjął wyzwanie. Na SummerSlam, Lesnar pokonał Triple H’a, kolejny raz łamiąc mu rękę w Kimurze.
Triple H wrócił na Raw 25 lutego 2013; obronił Vince’a McMahona przed atakiem ze strony Lesnara. Tydzień później wyzwał Lesnara na pojedynek na WrestleManii 29; Lesnar zaakceptował wyzwanie, pod warunkiem, że to on wybierze stypulację. Lesnar i Heyman wybrali No Holds Barred match jako rodzaj walki, przy czym gdyby Triple H przegrał, musiałby przejść na emeryturę. Triple H pokonał Lesnara na WrestleManii, lecz przegrał rewanżowy Steel Cage match na gali Extreme Rules.

#### The Authority (2013–2016)

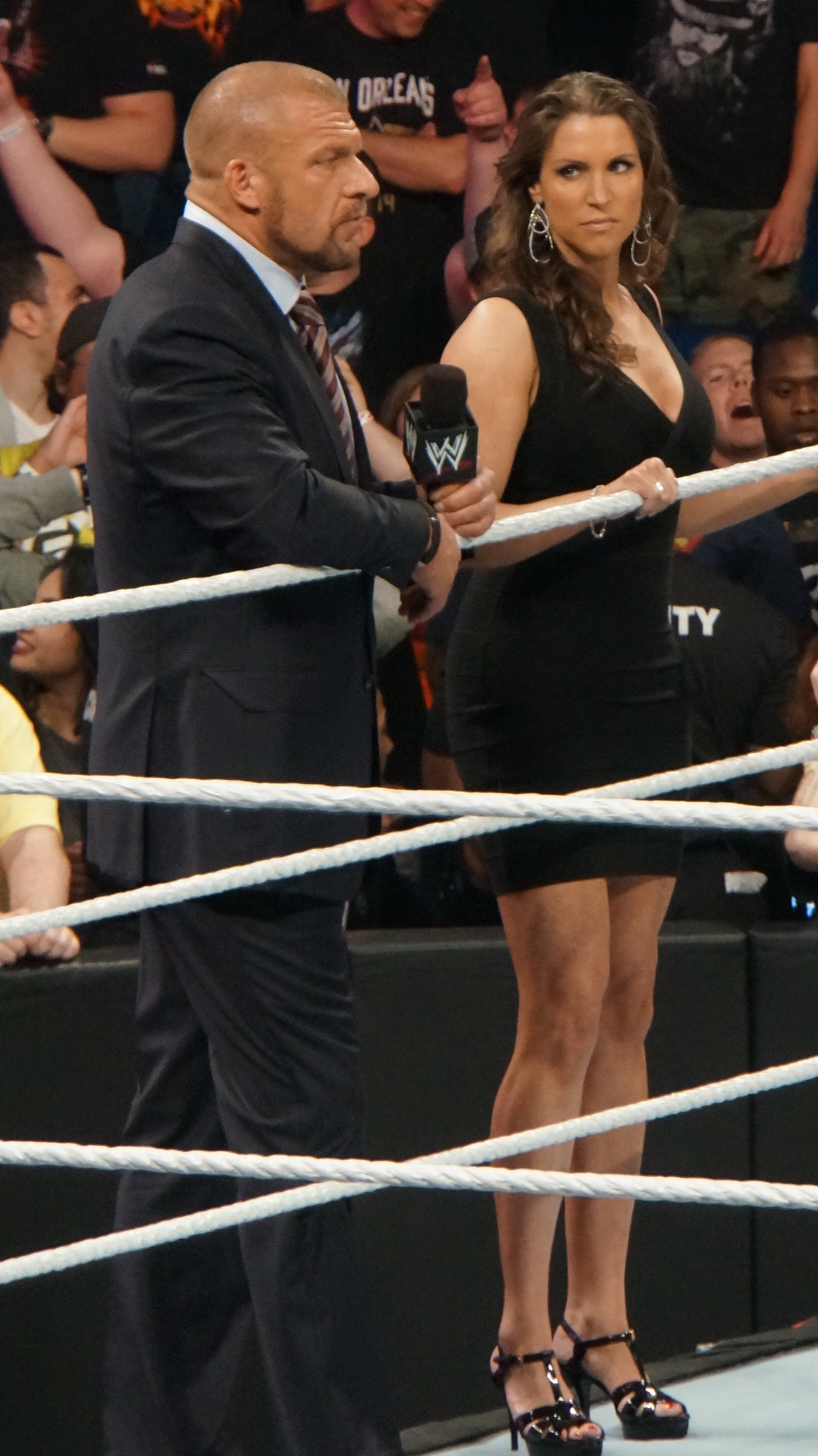
Triple H i Stephanie McMahon jako The Authority

12 sierpnia na Raw, Triple H ogłosił się sędzią specjalnym walki o WWE Championship między Danielem Bryanem a Johnem Ceną. Na gali po tym, jak Bryan wygrał walkę i tytuł, Triple H wykonał na nim Pedigree, dzięki czemu Randy Orton mógł wykorzystać walizkę Money in the Bank i zdobyć tytuł. Triple H wraz z żoną Stephanie utworzyli The Authority; The Shield stało się ich ochroniarzami, zaś Kane stał się Dyrektorem od Operacji.
W następnych tygodniach, Triple H i Stephanie wyznaczali kary wrestlerom, którym nie podobało się zarządzanie Authority; przykładowo, „zwolnili” Cody’ego Rhodesa za bezczelność. 7 października na Raw, Triple H „zwolnił” Big Showa, po czym olbrzym znokautował go w ramach zemsty. Na specjalnym Slammy Awards Raw, Triple H wykonał Pedigree na Ortonie.

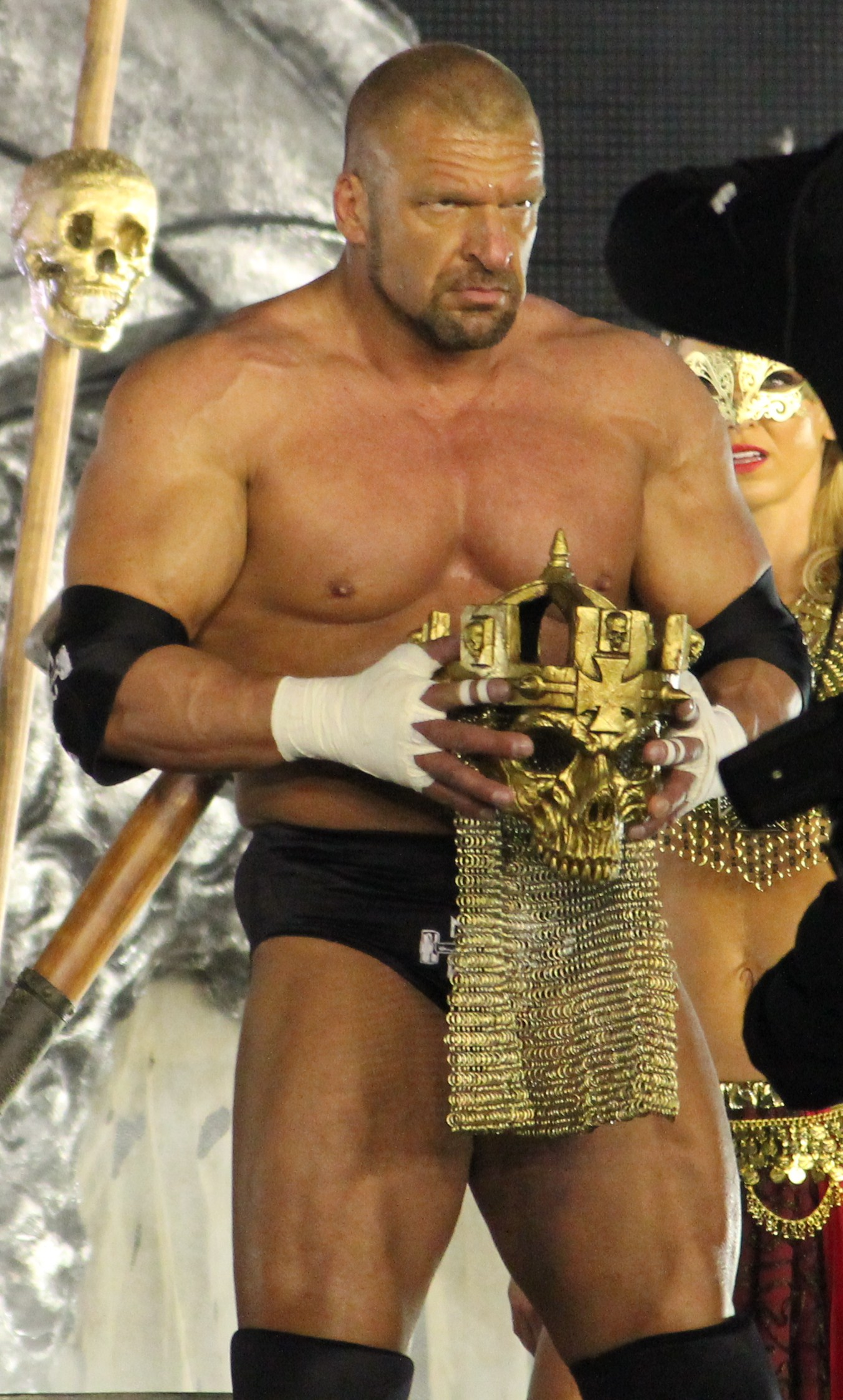
Triple H podczas wejścia na ring na WrestleManii XXX

Na WrestleManii XXX, Triple H przegrał walkę z Bryanem, dzięki czemu ten mógł dołączyć do walki wieczoru pomiędzy Batistą a mistrzem Randym Ortonem o WWE World Heavyweight Championship. Po pierwszej walce, Triple H zaatakował Bryana, a w main evencie, nakazał sędziemu Scottowi Armstrongowi utrudnić zwycięstwo Bryanowi. Ostatecznie, Bryan wygrał walkę. W celu zakończenia panowania Bryana, Triple H zreaktywował Evolution z Ortonem i Batistą. W tym samym czasie The Shield odwróciło się od Authority. Evolution przegrało z The Shield w walkach na Extreme Rules i Payback. 2 czerwca na Raw, Batista opuścił Evolution. Tej samej nocy, Triple H namówił Setha Rollinsa od odwrócenia się od The Shield i powrotu do Authority.
27 października na Raw, Triple H zaoferował Johnowi Cenie dołączenie do Authority. Cena odmówił, a w odpowiedzi Triple H wyznaczył Traditional Survivor Series Tag Team Elimination match pomiędzy drużyną reprezentującą Authority a drużyną prowadzoną przez Cenę. W następnych tygodniach ogłoszono, że jeśli Team Authority przegra, to samo Authority zostanie rozwiązane, zaś jeżeli Team Cena przegra, to wszyscy członkowie tej drużyny, oprócz samego Ceny, zostaną zwolnieni. Na Survivor Series zadebiutował Sting; zaatakował on sędziego Scotta Armstronga i oraz Triple H’a. Pozwoliło to na przypięcie Rollinsa przez Dolpha Zigglera i wygranie walki przez drużynę Johna Ceny.

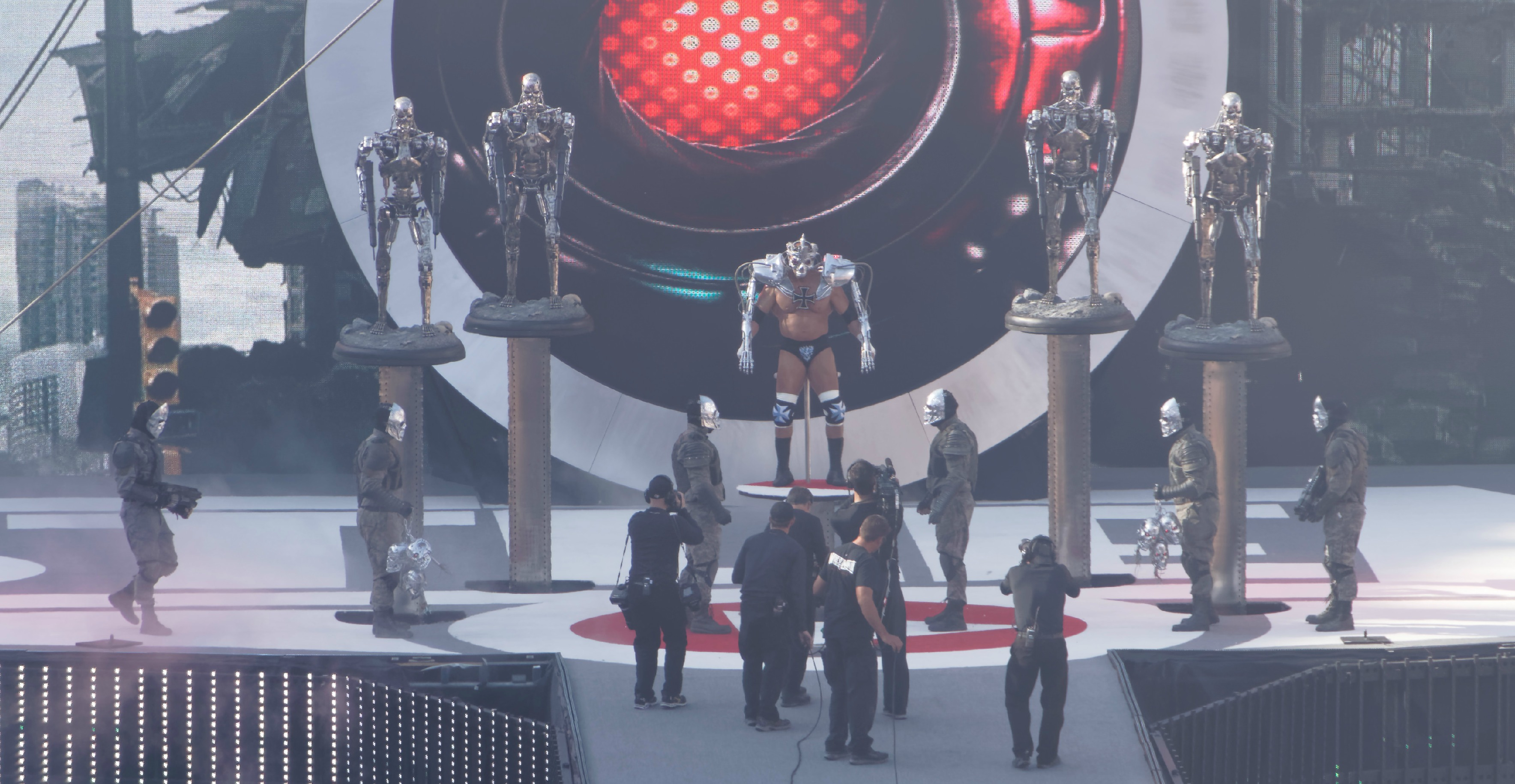
Triple H wchodzący do ringu na WrestleManii 31 z wejściówką zainspirowaną filmem Terminator: Genisys

29 grudnia na Raw, Rollins zmusił Cenę do przywrócenia The Authority; Rollins groził atakiem na gościu specjalnym Raw – Edge'u. 19 stycznia 2015, Cena pokonał Rollinsa, Kane’a i Big Showa w handicap matchu, ponownie dzięki pomocy Stinga. Na gali Fastlane, Sting wyzwał Triple H’a do walki na WrestleManii 31. Na WrestleManii, Triple H pokonał Stinga, a po walce podał mu rękę na znak szacunku. Tej samej nocy, wraz ze Stephanie McMahon skonfrontował się z The Rockiem i Rondą Rousey.
Przez 2015, Triple H utrzymywał rolę lidera Authority. Po atym jak Rollins odniósł kontuzję kolana na live evencie, WWE World Heavyweight Championship zostało zwakowane, a WWE ogłosiło, iż odbędzie się turniej, mający wyłonić nowego mistrza. Triple H zaoferował Romanowi Reignsowi ominięcie wszystkich szczebli turnieju prócz finału, jeśli tylko ten dołączy do Authority. Reigns odmówił, a na Survivor Series, pokonał Deana Ambrose’a w finale turnieju, stając się nowym WWE World Heavyweight Championem. Po walce, Triple H wkroczył do ringu by pogratulować Reignsowi, lecz ten zaatakował go Spearem. Tuż po tym, Sheamus wykorzystał kontrakt Money in the Bank, zdobył mistrzostwo i dołączył do The Authority. Po rewanżowej walce Reignsa i Sheamusa na gali TLC, wściekły z powodu przegranej Reigns brutalnie zaatakował Sheamusa i Triple H’a.
Triple H powrócił na Royal Rumble 2016 i wziął udział w Royal Rumble matchu o WWE World Heavyweight Championship. Dołączył do pojedynku z numerem 30 i wyeliminował broniącego mistrzostwa Romana Reignsa. Jako ostatniego wyeliminował Deana Ambrose’a, wygrywając Royal Rumble match i zdobywając WWE World Heavyweight Championship po raz dziewiąty. Na gali Fastlane odbył się Triple Threat Match o miano pretendenckie do tytułu; walkę wygrał Roman Reigns. Na Raw 22 lutego Triple H brutalnie zaatakował Reignsa podczas jego walki z Sheamusem, po czym rozpoczął krótką rywalizację z Deanem Ambrosem. Triple H i Ambrose zmierzyli się na gali Roadblock w walce o pas; Triple H zdołał obronić WWE World Heavyweight Championship. Na WrestleManii 32 utracił tytuł mistrzowski na rzecz Romana Reignsa.
Po WrestleManii 32, The Authority zostało rozwiązane, zaś Triple H brał udział w galach typu house show po Wielkiej Brytanii przez końcówkę kwietnia. Triple H pojawił się podczas finału turnieju Cruiserweight Classic podczas którego przedstawił nowy tytuł WWE Cruiserweight Championship i podarował zwycięzcy turnieju T.J. Perkinsowi. Na początku 2017 pojawił się również na turnieju o WWE United Kingdom Championship i również wręczył nowo-powstały tytuł inauguracyjnemu posiadaczowi, Tylerowi Bate’owi.

#### Sporadyczne występy (od 2016)
29 sierpnia na odcinku Raw, Triple H powrócił do telewizji po dłuższej absencji interweniując w walce wieczoru o zwakowany WWE Universal Championship atakując Reignsa poprzez wykonanie mu Pedigree, a także byłego podopiecznego Setha Rollinsa, dając zwycięstwo i miano nowego mistrza Kevinowi Owensowi. Pojawił się również na wrześniowej gali Clash of Champions, gdzie eskortował jego żonę Stephanie McMahon z budynku po przegranej Rollinsa z Owensem o tytuł.
23 stycznia 2017 na odcinku Raw, podczas walki Rollinsa z Samim Zaynem zabrzmiała muzyka wejściowa Triple H’a, lecz zawodnik nie pokazał się na arenie i dezorientacja spowodowała przegraną Rollinsa i utratę miejsca w Royal Rumble matchu. 28 stycznia podczas gali NXT TakeOver: San Antonio, Rollins pojawił się w ringu i domagał się wyjścia do ringu Triple H’a, który zawsze był obecny na zapleczu gal NXT. Helmsley pojawił się, lecz wezwał ochronę, która wyrzuciła Rollinsa z budynku. Dwa dni później, Triple H pojawił się na Raw, na którym wezwał Rollinsa do ringu, jednak zaatakował go debiutujący Samoa Joe. Rollins odniósł kontuzję, przez którą prawie anulowano plany na potencjalną walkę z Triple H’em na WrestleManii 33. Po podpisaniu kontraktu na non-sanctioned match, Triple H poniósł porażkę z Rollinsem. 19 listopada na gali Survivor Series był częścią drużyny RAW (do której należeli też Braun Strowman, Finn Bálor, Kurt Angle i Samoa Joe), która pokonała drużynę SmackDown (Bobby Roode, John Cena, Randy Orton, Shane McMahon i Shinsuke Nakamura) w walce typu Elimination Tag Team match.
26 lutego 2018 na gali Elimination Chamber wraz ze Stephanie McMahon powitał w WWE Rondę Rousey. Zanim jednak była mistrzyni UFC podpisała kontrakt, została uprzedzona przez Kurta Angle, że Triple H i Stephanie McMahon manipulują nią i prawdopodobnie będą próbowali ją sobie podporządkować. Rousey sprawiała wrażenie niezadowolonej i po tym jak Triple H próbował ją upomnieć, podniosła go i rzuciła na drewniany stół, który się załamał. McMahon spoliczkowała Rousey, po czym uciekła z ringu. 8 kwietnia na gali WrestleMania 34 Angle i Rousey pokonali Triple H-a i Stephanie McMahow w walce typu Mixed tag team match. 27 kwietnia Triple H przegrał pojedynek z Johnem Ceną na gali WWE Greatest Royal Rumble. Szóstego października, na gali WWE Super Show Down, Triple H zmierzył się z Undertakerem. Ta walka była już zapowiadana parę miesięcy temu, jednakże mówiono o tym starciu parę tygodni przed walką. Dodatkowo pojawili się Shawn Michaels oraz Kane, którzy byli przy ringu towarzysząc rywalom. Shawn Michaels był z Triple H-em, natomiast Kane był przy stronie Undertakera. Zwycięsko ze starcia wyszedł Triple H.

## Kariera biznesowa
W 2010, rola Levesque jako starszy Doradca Wykonawczy została oficjalnie sformalizowana, gdzie otrzymał swoje własne biuro w głównej siedzibie WWE w Stamford, Connecticut. Levesque został nazwany Wiceprezesem od spraw Talentów i Live Eventów w 2011. Dzięki tej roli nadzoruje relacje pomiędzy pracownikami i działy rozwoju talentów, szkoląc wykonawców i zarządców od światowej rekrutacji. Rola Levesque w zasięgu federacji była oceniana krytycznie od 2003, kiedy to fani i wrestlerzy widzieli, iż Levesque ma więcej wpływów na to co się dzieje na zapleczu, wykorzystując to i dając sobie więcej czasu antenowego w telewizji. Levesque wypowiedział się na ten temat i zaprzeczył temu. Dodatkowo, Levesque dobrowolnie przegrywał swoje ważne walki, pomagając wypromować młodszych zawodników takich jak John Cena, Randy Orton, Batista, Jeff Hardy, Brock Lesnar czy też Daniel Bryan.
Jako fundator NXT od czasu reformacji w 2012, Levesque jest chwalony za pomaganie tworzenia owej rozwojówki, rekrutując nowe i świeże talenty i dając im wskazówki, dzięki którym gale NXT są zazwyczaj wyprzedane, zaś kobiecy wrestling wzrasta na wyższy poziom.
W 2013, jego pozycja w federacji została podniesiona do Wiceprezesem od Talentów, Live Eventów i spraw kreatywnych, gdzie dokonywał wyborów co do kierunków w prowadzeniu storyline’ów w programach WWE. W tym samym roku, Levesque łącznie uzyskał 1,5 miliona dolarów wynagrodzenia za pracę biurową na zapleczu oraz jako wrestler. Posiada również akcje WWE warte kolejnych 1,5 miliona dolarów.
Jego tytuł został awansowany na wiceprezesa wykonawczego ds. globalnej strategii i rozwoju talentów w 2020 roku. Na tym stanowisku nadzorował dział rozwoju talentów firmy i pełnił funkcję starszego doradcy dyrektora generalnego ds. strategii talentów.
22 lipca 2022 roku otrzymał tytuł wiceprezesa wykonawczego ds. relacji z talentami. 25 lipca 2022 został mianowany szefem WWE creative po przejściu Vince’a McMahona na emeryturę. 2 września Levesque awansował na stanowisko Chief Content Officera, jak ogłosiła federacja cztery dni później.

## Życie prywatne
Levesque jest synem Paula i Patricii Levesque’ów; ma siostrę o imieniu Lynn. Choć początkowo związek Triple H’a ze Stephanie McMahon był jedynie storyline’em, Levesque i Stephanie zaczęli się ze sobą spotykać, a ostatecznie pobrali się 25 października 2003. Para ma trzy córki: Aurorę Rose (ur. 2006), Murphy Claire (ur. 2008) i Vaughn Evelyn (ur. 2010). Zanim związał się ze Stephanie, Levesque spotykał się z byłą wrestlerką WWF, Chyną.
W późnym 2014, Levesque wydał książkę zatytułowaną Making the Game: Triple H’s Approach to a Better Body. Książka zawiera rady dotyczące kulturystyki, jak również autobiograficzne informacje, wspomnienia i opinie.
Levesque jest fanem zespołu Motörhead (które wykonało dla niego trzy motywy muzyczne), a także był dobrym przyjacielem głównego wokalisty Lemmy’ego. Triple H pojawił się na pogrzebie Lemmy’ego i był jedną z osób wygłaszających mowy.
W 2014, Levesque wraz ze Stephanie utworzyli fundację „Connor's Cure” na cześć Connora „The Crushera” Michalka, wielkiego fana WWE, który zmarł po przegranej walce z rakiem w wieku ośmiu lat.

## Filmografia
| Rok  | Tytuł                            | Rola                        | Notka                    |
| ---- | -------------------------------- | --------------------------- | ------------------------ |
| 1998 | Pacific Blue                     | Triple H                    |                          |
| 1998 | The Drew Carey Show              | Zagrał samego siebie        |                          |
| 2001 | MADtv                            | Zagrał samego siebie        |                          |
| 2004 | Blade: Trinity                   | Jarko Grimwood              |                          |
| 2005 | The Bernie Mac Show              | Triple H                    |                          |
| 2006 | Relative Strangers               | Wrestler                    | niewymieniony w czołówce |
| 2009 | Robot Chicken                    | Zagrał samego siebie, Wilk  | Dubbing                  |
| 2011 | The Chaperone                    | Raymond „Ray Ray” Bradstone |                          |
| 2011 | Inside Out                       | Arlo „AJ” Jayne             |                          |
| 2014 | Scooby-Doo! WrestleMania Mystery | Triple H                    | Dubbing                  |
| 2014 | WWE Power Series                 | Zagrał samego siebie        | Film Fitnessowy          |

## Mistrzostwa i osiągnięcia
- International Sports Hall of Fame
  - Nominacja w 2015[224]

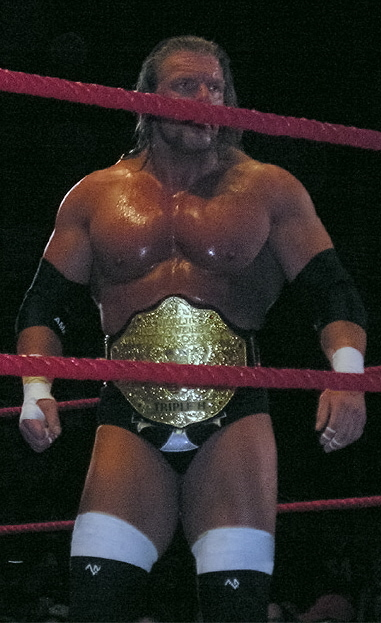
Triple H jest pięciokrotnym World Heavyweight Championem

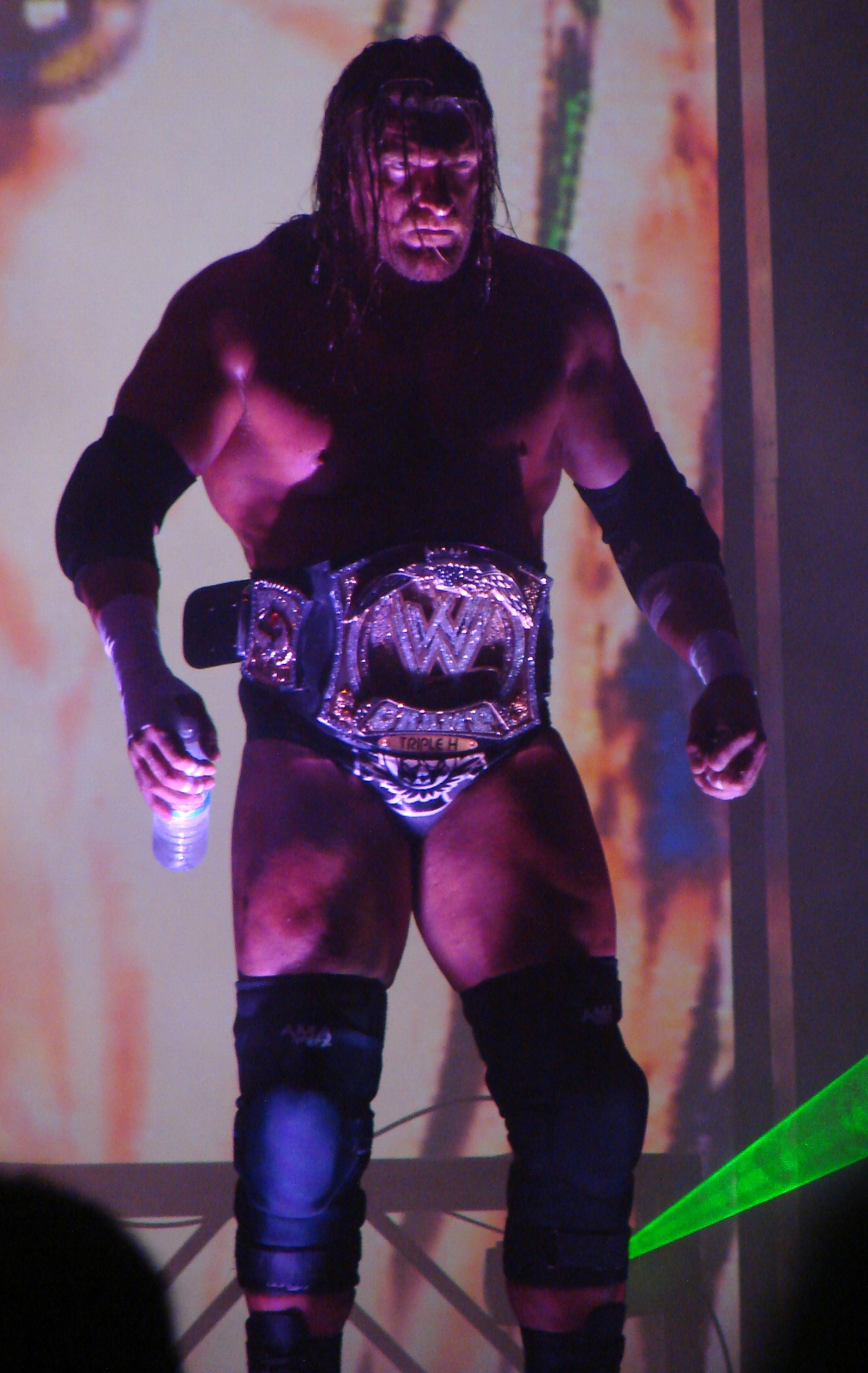
Triple H jest dziewięciokrotnym WWE Championem – łącznie 14-krotnym światowym mistrzem w WWE

- International Wrestling Federation
  - IWF Heavyweight Championship (1 raz)[225]
- Pro Wrestling Illustrated
  - Feud roku (2000)[226] vs. Kurt Angle
  - Feud roku (2004)[226] vs. Chris Benoit
  - Feud roku (2009) vs. Randy Orton
  - Feud roku (2013) vs. Daniel Bryan[227], jako członek The Authority
  - Walka roku (2004)[228] vs. Chris Benoit i Shawn Michaels na WrestleManii XX
  - Walka roku (2012) vs. The Undertaker w Hell in a Cell matchu na WrestleManii XXVIII
  - Najbardziej znienawidzony zawodnik roku (2003–2005)[229]
  - Najbardziej znienawidzony zawodnik roku (2013)[230] Jako członek The Authority
  - Najbardziej znienawidzony zawodnik roku (2014)[231] Wraz ze Stephanie McMahon
  - Najbardziej znienawidzony zawodnik dekady (2000–2009)
  - Zawodnik roku (2008)
  - Zawodnik dekady (2000–2009)
  - PWI umieściło go na 1. miejscu w top 500 wrestlerów rankingu PWI 500 w 2000[232] i 2009[233]
  - PWI umieściło go na 139. miejscu w top 500 wrestlerów rankingu „PWI Years” w 2003[234]
- World Wrestling Federation/Entertainment/WWE
  - WWF Championship/WWE Championship/WWE World Heavyweight Championship (9 razy)[i][235]
  - World Heavyweight Championship (5 razy)[236]
  - WWF European Championship (2 razy)[237]
  - WWF/E Intercontinental Championship (5 razy)[238]
  - WWE Tag Team Championship (1 raz) – z Shawnem Michaelsem[239]
  - World Tag Team Championship (2 razy) – ze Stone Cold Steve’em Austinem (1) i Shawnem Michaelsem (1)[240][241]
  - King of the Ring (1997)[3]
  - Royal Rumble (2002, 2016)
  - Siódmy Triple Crown Champion
  - Drugi Grand Slam Champion
  - Statuetki Slammy Awards (3 razy)
    - Best Hair (1997)
    - OMG Moment of the Year (2011) – Triple H wykonujący Tombstone Piledriver na The Undertakerze i rywal odkopujący po tym ruchu na WrestleManii XXVII
    - Match of the Year (2012) – vs. The Undertaker w Hell in a Cell matchu na Wrestlemanii XXVIII
- Wrestling Observer Newsletter
  - Najlepszy booker (2015)[242]
  - Najlepszy feud (2000) vs. Mick Foley[243]
  - Najlepszy feud (2004) vs. Chris Benoit i Shawn Michaels[243]
  - Najlepszy feud (2005) vs. Batista[243]
  - Najlepszy wrestler (2000)[243]
  - Najbardziej odrażające zagranie (2002) Scenariusz z Kanem związany z morderstwem i nekrofilią
  - Najbardziej przeceniany wrestler (2002–2004, 2009)[243]
  - Najmniej lubiany zawodnik czytelników (2002, 2003)[243]
  - Najgorszy feud (2002) vs. Kane[243]
  - Najgorszy feud (2006) z Shawnem Michaelsem vs. Vince McMahon i Shane McMahon[243]
  - Najgorszy feud (2011) vs. Kevin Nash[244]
  - Najgorsza walka w wrestlingu (2003) vs. Scott Steiner na Royal Rumble[243]
  - Najgorsza walka w wrestlingu (2008) vs. Edge i Vladimir Kozlov na Survivor Series[243]
  - Wrestling Observer Newsletter Hall of Fame (Nominacja z 2005)

1. ↑  Pierwszych pięć panowań Triple H’a było jako WWF Champion, trzy kolejne jako WWE Champion, zaś dziewiąty jako WWE World Heavyweight Champion.

### Bilans Luchas de Apuestas
| Zwycięzca              | Przegrany             | Lokacja               | Gala       | Data                 | Notka                        |
| ---------------------- | --------------------- | --------------------- | ---------- | -------------------- | ---------------------------- |
| Triple H (mistrzostwo) | Cactus Jack (kariera) | Hartford, Connecticut | No Way Out | 27 lutego 2000(dts)  | Był to Hell in a Cell match. |
| Triple H (mistrzostwo) | Kane (maska)          | San Antonio, Texas    | Raw        | 23 czerwca 2003(dts) |                              |